# Бутеец, Вячеслав Сергеевич
Вячеслав Сергеевич Бутее́ц (род. 29 мая 2002, Челябинск) — российский хоккеист, вратарь.

## Биография
Воспитанник команды «Белые медведи» Челябинск, играл в её составе в МХЛ в сезонах 2019/20 — 2021/22. В плей-офф МХЛ 2020/21 провёл четыре матча за нижегородскую «Чайку». С сезона 2021/22 стал играть в команде ВХЛ «Челмет». По ходу сезона отдавался в аренду в команду КХЛ «Сочи», но матчей не проводил. 1 декабря 2023 года дебютировал в КХЛ в составе «Трактора» — в домашней игре против московского «Динамо» (2:4) был заменён на 25-й минуте при счёте 0:3.
На драфте НХЛ 2022 года был выбран в 6-м раунде под общим 178-м номером клубом «Анахайм Дакс». 2 мая 2024 года подписал двухлетний контракт новичка с командой.